# نمر التلامذة (فلم)
نمر التلامذة هو فيلم مصري من إخراج عيسى كرامة وبطولة أحمد رمزي، حسن يوسف، يوسف فخر الدين، محمد عوض، سميرة أحمد ونجوى فؤاد، صدر الفيلم في 1 نوفمبر 1964.

## نبذة
يقرر الأصدقاء الثلاثة مصطفى ومجدى وأحمد أن يعملوا أثناء إجازة الصيف، وهم ينتظرون ظهور النتيجة، يستأجرون بوفيه لبيع الحلوى والمشروبات المثلجة والشطائر، لكل منهم أحلامه وطموحاته، فمجدى يحب زميلته نشوى، ويود أن يتزوجها، لا يعرف مجدى أن صديقه الثانى أحمد يبادلها نفس الحب. بينما أحمد يهوى الموسيقى، ويطمح أن يصير مطربًا مشهورًا، تحاول إحدى الراقصات أن ترمى بشباكها على أحمد وتأخذه معها إلى العوامة، يسعى زميلاه إلى إنقاذه، حتى لا تعرف الفتاة التي تحبه بالأمر، يتسلل الأثنان إلى العوامة، ويتمكنان من إخراج أحمد، ويهربان معه، يكتشف الثلاثة أن الراقصة كانت إحدى أفراد عصابة، يتم القبض على أفراد العصابة، وتعلن نتيجة السنوات النهائية، ويكون مصيرهم النجاح، يعرف مجدى مشاعر أحمد تجاه نشوى فيقرر أن يضحى بنفسه، ويتزوج بالفتاة سميره التي كانت تحبه في صمت.

## طاقم العمل
- أحمد رمزي بدور مجدي
- حسن يوسف بدور حسن
- يوسف فخر الدين بدور صلاح
- محمد عوض بدور مصطفى
- سميرة أحمد بدور نشوى
- نجوى فؤاد بدور ريري

## وصلات خارجية
- مقالات تستعمل روابط فنية بلا صلة مع ويكي بيانات